# Romancheina asymmetrica
Romancheina asymmetrica är en mossdjursart som beskrevs av Moyano 1975. Romancheina asymmetrica ingår i släktet Romancheina och familjen Romancheinidae. Inga underarter finns listade i Catalogue of Life.